# Isojärvi (Karesuando socken, Lappland, 756922-178171)
Isojärvi är en sjö i Kiruna kommun i Lappland och ingår i Torneälvens huvudavrinningsområde. Sjön har en area på 0,57 kvadratkilometer och ligger 457 meter över havet. Isojärvi ligger i Pessinki fjällurskog Natura 2000-område. Sjön avvattnas av vattendraget Luongasjoki.

## Delavrinningsområde
Isojärvi ingår i det delavrinningsområde (756810-178164) som SMHI kallar för Utloppet av Isojärvi. Medelhöjden är 479 meter över havet och ytan är 6,48 kvadratkilometer. Det finns inga avrinningsområden uppströms utan avrinningsområdet är högsta punkten. Luongasjoki som avvattnar avrinningsområdet har biflödesordning 3, vilket innebär att vattnet flödar genom totalt 3 vattendrag innan det når havet efter 426 kilometer. Avrinningsområdet består mestadels av skog (74 procent) och sankmarker (17 procent). Avrinningsområdet har 0,57 kvadratkilometer vattenytor vilket ger det en sjöprocent på 8,8 procent.